# Даме (Димер)
Даме (њем. Damme) град је у њемачкој савезној држави Доња Саксонија. Једно је од 10 општинских средишта округа Фехта. Према процјени из 2010. у граду је живјело 16.451 становника. Посједује регионалну шифру (AGS) 3460002.

## Географски и демографски подаци
Даме се налази у савезној држави Доња Саксонија у округу Фехта. Град се налази на надморској висини од 53 метра. Површина општине износи 104,4 km². У самом граду је, према процјени из 2010. године, живјело 16.451 становника. Просјечна густина становништва износи 158 становника/km².

## Међународна сарадња
| Мјесто | Држава  | Врста сарадње | Од    |
| ------ | ------- | ------------- | ----- |
| Дам    | Белгија | партнерство   | 1986. |
| Извор  |         |               |       |